# Armalyte
Armalyte ist ein horizontal-scrollendes Shoot ’em up Computerspiel in der Tradition von Katakis oder R-Type. Programmiert von Cyberdyne Systems erschien es im Jahr 1988 für C64 und Atari ST. Eine Konvertierung für den Commodore Amiga folgte 1991.
Armalyte für C64 und Atari ST wurde von der Computerspiele-Zeitschrift Power Play als besonders empfehlenswert ausgezeichnet.